# Pętlowa grawitacja kwantowa
Pętlowa Grawitacja Kwantowa (PGK, ang. loop quantum gravity (LQG), znana również jako pętlowa grawitacja lub kwantowa geometria) – kwantowa teoria czasoprzestrzeni, która jest próbą pogodzenia pozornie niekompatybilnych teorii mechaniki kwantowej oraz ogólnej teorii względności.
Teoria ta jest jedną z rodziny teorii zwanych kanoniczną kwantową grawitacją. Technika pętlowej kwantyzacji została opracowana dla nieperturbacyjnej kwantyzacji niezmienniczej na dyfeomorfizm teorii cechowania. PGK próbuje ugruntować kwantową teorię grawitacji, w której sama przestrzeń jest skwantowana.
Pętlowa grawitacja kwantowa jest proponowaną teorią czasoprzestrzeni, skonstruowaną na idei kwantyzacji czasoprzestrzeni w rygorze matematycznym teorii pętlowej kwantyzacji. Zachowuje wiele ważnych cech ogólnej teorii względności, jednocześnie przedstawiając kwantyzację tak przestrzeni, jak i czasu w skali Plancka w tradycji mechaniki kwantowej.
PGK nie jest jedyną teorią kwantowej grawitacji. Jej krytycy twierdzą, że jest ona teorią grawitacji i niczego innego, jednak teoretycy PGK próbowali pokazać, że teoria potrafi opisać również materię.
Teorią tą zajmowali się między innymi Lee Smolin i Jerzy Lewandowski.